# ジャン・リヴィエ

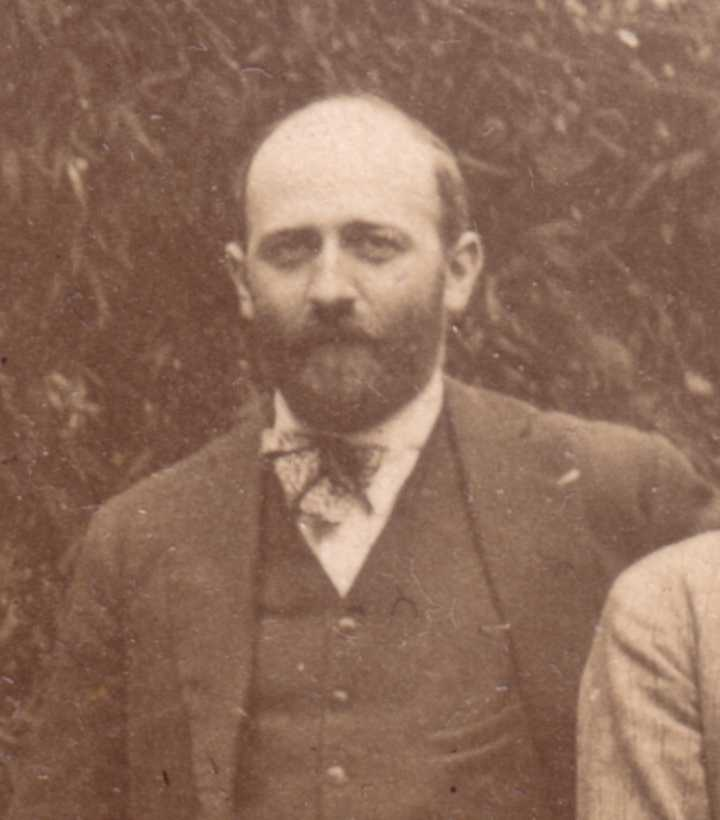
ジャン・リヴィエ

ジャン・リヴィエ（Jean Rivier、1896年7月21日 - 1987年11月6日）は、フランスの作曲家。
ヴィルモンブル出身。哲学を学んだ後、パリ国立高等音楽・舞踊学校でジャン・ギャロン、ジョルジュ・コサード、モーリス・エマニュエルらについて学び、作曲科の教授として1947年から1966年まで勤めた。作品にはオペラ、バレエ、放送音楽、7つの交響曲、多くの独奏楽器のための協奏曲、室内楽、レクイエム、詩篇、合唱、歌曲があり、全部で100曲以上に及ぶ。

## 関連書籍
- Sax, Mule & Co, ジャン＝ピエール・ティオレ, H & D, 2004 (169-170).